# Pseudomazocraes monsivaisae
Pseudomazocraes monsivaisae är en plattmaskart. Pseudomazocraes monsivaisae ingår i släktet Pseudomazocraes och familjen Discocotylidae. Inga underarter finns listade i Catalogue of Life.